# Шёпот стен
«Шёпот стен» (кор. 여고괴담?, 女高怪談?, ёго кведам — примерный перевод «история с привидениями, случившаяся с ученицей старшей школы») — южнокорейский фильм ужасов 1998 года выпуска. Фильм входит в новую волну корейского кинематографа, возникшую на рубеже веков после ослабления цензурных ограничений вследствие падения военной диктатуры в Южной Корее и перехода к демократии, и затрагивает острую социальную тему авторитаризма в жестоком южнокорейском школьном образовании.
Фильм имел коммерческий успех и послужил началом одноимённой серии, в которую входят ещё 4 кинокартины: «Помни о смерти», «Ступени желаний», «Голос» и «Кровавое обещание». Фильмы серии не связаны между собой сюжетно или персонажами.

## Сюжет
В женской старшей школе преподавательница Пак, прозванная «Старой лисой» из-за садистских наклонностей, просматривая школьные альбомы, отмечает там несколько фотографий и звонит своей бывшей ученице — теперь новой преподавательнице этой школы — Хо Ынён(ъ), сообщая, что «Чун Джинджу — умершая — всё ещё ходит в школу». Несколькими секундами позже её кто-то душит петлёй, а тело находят следующим утром три новых ученицы: талантливая, но суеверная художница Лим Джио, застенчивая «серая мышка» Юн Джеи, и странная, угрюмая и непопулярная среди одноклассников Ким Джонсук. Джио и Джеи прибывают рано, так как они новые старосты классов, а Джонсук всегда просиживала в школе дни и ночи, усердно занимаясь. Их классным руководителем становится учитель О, прозванный «Бешеным псом», который любит телесные наказания, уделяя особое внимание Джио из-за её суеверности, а также преследует и превозносит лучшую ученицу класса Пак Соён(ъ).
Обнаружение тела Пак глубоко воздействует на Джио, так что она рисует картину по мотивам данного события, за что её наказывает учитель О. Видя подавленность Джио, Джеи, занимавшаяся ранее рисованием, но оставившая это, соглашается учить её в кладовке, про которую ходят слухи, что она была преобразована из студии для рисования из-за призраков. Затем Джио видит там Соён, которая прячется в кладовке для курения. Соёнъ, тем временем, становятся друзьями с Ынёнъ из общих интересов к библиотеке.
Ынён подозревает, что Джио может быть призраком Джинджу, потому что она носит такие же колокольчики, как она дарила Джинджу, хотя Джио говорит, что их дала ей Джеи. Загадки добавляет и то, что Джио занимает старое место Джинджу в классе 3-3 и так же, как и Джинджу, интересуется рисованием.
Однажды ночью, патрулируя школу, учитель О наталкивается на Джинджу, которая пугает его и убивает ножом, воспользовавшись тем, что он запутался в занавеске. Его место занимает более добрый преподаватель. Следующей ночью Джио идёт в кладовку рисовать, но находит там ругающихся Джонсук и Соён, что заканчивается тем, что Соён вылетает из комнаты в ярости, раскритиковав Джонсук и назвав её унылой. Из-за этого Джонсук вешается аналогично преподавательнице Пак.
Соён плачет и рассказывает Ынён, что она находится в ситуации, похожей на Ынён и Джинджу: она была близка с Джонсук, но учителя начали их сравнивать, раздувая соперничество, и они разошлись, из-за чего Джонсук переживала всё больше и больше. Когда Джио рисует в кладовке, она замечает сломанную половицу, под которой находит бюст, сделанный некогда Ынёнъ для Джинджу в ознаменование их дружбы, а также обнаруживает в грязи тело учителя О, случайно заметив там руку с его кольцом. Выясняется, что Джинджу умерла в кладовке, пытаясь поймать эту статую, которую она случайно уронила, поскользнувшись. Кроме статуи у неё выпали ножи для ваяния, случайно убившие её.
Ынён, изучив тем временем совместные фотографии выпускников, обнаруживает, что Джинджу каждый год посещает школу под новым именем, а сейчас выступает как Джеи. Затем учительница встречает разъярённую Джинджу, которая обвиняет её в том, что она стала похожа на Пак. Ынён убегает от Джинджу, отделавшись порезом на плече, когда призрак отвлекается на крик Джио. Призрак преследует учительницу до класса 3-3, являющегося старой классной комнатой Ынён и Джинджу и нынешней комнатой класса Джеи.
Когда Джинджу пытается убить Ынён, в класс входит Джио и просит призрака прекратить терроризировать школу и упокоиться с миром. Джинджу говорит, что всё, чего она хотела — это лишь жить нормальной школьной жизнью, и чтобы кто-нибудь любил её, а не боялся, как не смогла Ынён. Джинджу пропадает после того, как Джио и Ынён клянутся ей, что они исправят несправедливости, совершённые в этой школе, и что они никогда не забудут Джинджу. После исчезновения призрака стены школы начинают плакать кровью, в то время как Ынён и Джио должны согласно своему обещанию оставаться на месте — в этом классе. Голова Джио лежит на коленях Ынён, которая нежно гладит её волосы.
Ынён и Джио всё ещё сидят в классной комнате, когда на следующий день к ним заходит ученица, которая затем покидает их, уходя по коридору. Когда она оглядывается, становится ясно, что это призрак Джонсук.

## Актёрский состав
| В ролях               |  | Персонаж          |
| --------------------- |  | ----------------- |
| кор. 최세연 Чхве Сеён |  | Юн Джеи           |
| кор. 김규리 Ким Гюри  |  | Лим Джио          |
| кор. 이미연 Ли Миён   |  | Хо Ынёнъ          |
| кор. 윤지혜 Юн Джихе  |  | Ким Джонсук       |
| кор. 박진희 Пак Чинхи |  | Пак Соён          |
| кор. 김유석 Ким Юсок  |  | учитель рисования |
| кор. 박용수 Пак Ёнсу  |  | О Кванъгу         |

## Производство
С быстрым развитием корейской киноиндустрии в 1990-х годах возник спрос на коммерческое кино. В 1980-х годах фильмы ужасов в Южной Корее практически не снимались, а так как стоимость их производства невысока, независимые компании типа Cine 2000 начали активно работать в этом жанре. «Шёпот стен» был снят всего за 600000 долларов США в 28 мизансценах.
Режиссёр специально пытался отойти от японских канонов эротизации подобных фильмов, исключая сексплуатационные приёмы, считая, в том числе, что это может помешать коммерческому потенциалу фильма. Перед производством фильма его сценарий был показан южнокорейским школьникам, которые выступили консультантами по его правдоподобию. Решение сделать призрака максимально человекообразным было выбрано режиссёром для создания максимально пугающей атмосферы и большей эмоциональной вовлечённости аудитории в происходящее на экране.

## Выпуск
Премьера «Шёпота стен» произошла в Южной Корее в мае 1998 года. Фильм получил неожиданную популярность в Южной Корее, став третьим по прибыльности корейским фильмом в прокате этого года. Бо́льшую кассу собрали только драмы «Обещание» и «Письмо». Успех фильма обусловил появление ещё 4 картин серии: «Помни о смерти» (1999), «Ступени желаний» (2003), «Голос» (2005) и «Кровавое обещание» (2009). «Шёпот стен» входил в программу Ванкуверского международного кинофестиваля 1998 года.
В октябре 2015 был анонсирован китайский ремейк «Шёпота стен», который снимают совместно пекинская Beautiful Creative Force Culture Media, сеульское отделение October Pictures и компания — владелец франшизы Cine2000. Фильм планируется выпустить в 2016 году.

## Награды и номинации
Награды
- Большой колокол, 1999 — Лучшая актриса второго плана, Ли Миён[англ.]
- Кинематографическая премия Чхунса[англ.], 1999 — Лучшая актриса-дебютантка, Ким Гюри
- Золотой кинематограф[кор.], 1999 — Лучшая актриса-дебютантка, Ким Гюри

Номинации
- Fantasporto, 2001 — Лучший фильм

## Анализ
Фильм задумывался ориентированным на женскую подростковую аудиторию, поднимая общие для неё проблемы и создавая привычную им атмосферу, но фильм получил также и внимание взрослой аудитории, составившей по оценке, озвученной режиссёром, около 2/3 всех зрителей. Местом действия была выбрана женская старшая школа, что стало отличительной особенностью всей серии. Чхве отмечает, что выбор оказался удачным, потому что конфуцианская идеология воспитания поощряет подростков работать в школе до поздней ночи, создавая идеальный фон для историй о призраках, а атмосфера женских школ, менее склоняющая к решению проблем открытым насилием, чем в школах для юношей, способствует восприятию целевой аудиторией решения подростковых проблем через вмешательство сверхъестественных сил. В отличие от более ранних корейских фильмов о призраках, действующим мотивом мести у призраков выступают тут не семейные узы, а дружеские, которые в современном корейском обществе распадающихся строгих семейных ценностей начинают иногда быть более важными, особенно между подростками, проводящими много больше времени друг с другом в школе, чем с собственными семьями.
Использование выбранного места действия порождает показ также проблемы личного пространства, которое у девушек в таких условиях деформировано и перемешано с общественным. Героини создают себе уголочки личного пространства, вынужденно буквально прячась по укромным местам школ, и вторжение в них воспринимают очень тяжело. Другой особенностью, ярко показанной в фильме, выступает редукция личного пространства к личным вещам, в особенности к дневникам.
Чхве отмечает также, что монстрами в фильме и серии выступают скорее не призраки, а сама система образования, лишающая девушек радости и личной свободы. Эта система показана как замкнутая в себе и полностью безразличная, а то и садистская и к ученикам, и к учителям: призрак умудряется девять лет посещать школу как ученица, будучи так и не замеченным учителями, а реакция новых учителей на порядки в системе и их разногласия с более старшими коллегами показаны в фильмах серии довольно красноречиво.
Вся серия фильмов использует стандартные наработки жанра фильмов ужасов, сплавленные со специфичными для корейских школьников проблемами. Она ярко показывает, как эта бездушная система образования душит прорывы чувствительности в девушках, разрушая единственные её проявления — дружбу между ними.

## Влияние
Питер Хатчингс относит фильм к классическим образцам корейской школы фильмов ужасов. Обозреватель New York Times Терренс Рафферти перечисляет его среди самых стоящих внимания фильмов «о странных девушках».
Успех фильма был одной из главных причин ренессанса жанра фильмов ужасов в корейском кинематографе с конца 1990-х годов, после провала 1970—1980-х годов, когда считалось, что снимать эти фильмы коммерчески невыгодно.

## Комментарии
1. ↑  Ныне кор. 최강희 Чхве Канхи[англ.]